# サッカータークス・カイコス諸島代表
サッカータークス・カイコス諸島代表（サッカータークス・カイコスしょとうだいひょう）は、タークス・カイコス諸島サッカー協会（Turks and Caicos Islands Football Association、略称:TCIFA）によって編成される、タークス・カイコス諸島のサッカーのナショナルチームである。ホームスタジアムはTCIFAナショナル・アカデミー。

## FIFAワールドカップ
TCIFA設立（1996年）以降について記載
- 1998 - 不参加
- 2002 - 予選敗退
- 2006 - 予選敗退
- 2010 - 予選敗退
- 2014 - 予選敗退
- 2018 - 予選敗退

## CONCACAFゴールドカップ
TCIFA設立（1996年）以降について記載
- 1996 - 不参加
- 1998 - 不参加
- 2000 - 予選敗退
- 2002 - 不参加
- 2003 - 不参加
- 2005 - 棄権
- 2007 - 予選敗退
- 2009 - 不参加

## カリビアンカップの成績
TCIFA設立（1996年）以降について記載
- 1996 - 不参加
- 1997 - 不参加
- 1998 - 不参加
- 1999 - 予選敗退
- 2001 - 不参加
- 2005 - 棄権
- 2007 - 予選敗退
- 2008 - 不参加
- 2010 - 不参加

## 歴代選手
GK
- セバスティアン・ターバイフィールド
- ピーターソン・セント・フルーラント

DF
- ケニエル・クレーヴィル
- アニオス・ジェアン
- ヘンシー・ギデオン
- ジョシュア・ブスティル
- レドソン・ジェローム
- ジェフ・ベルジョア

MF
- クリストファー・ルイジー
- カイル・ベリザイア
- ウェプスデル・セントルス
- イデリン・ガーディナー
- カラム・パーク

FW
- ビリー・フォーブス
- エマニュエル・マーティン
- ジュニオール・ポール